# 1922–1923-as NHL-szezon
Az 1922–1923-as NHL-szezon a hatodik National Hockey League szezon volt. Négy csapat egyenként 24 mérkőzést játszott. Az Ottawa Senators legyőzte a Montréal Canadienst a ligabajnokságért, majd a Pacific Coast Hockey Associationban játszó Vancouver Maroonst és a Western Canada Hockey Leagueben Edmonton Eskimost a Stanley-kupáért.

## Tabella
Megjegyzés: a vastagon szedett csapatok bejutottak a rájátszásba
| National Hockey League | MSz | Gy | V  | D | P  | SzG | KG  |
| ---------------------- | --- | -- | -- | - | -- | --- | --- |
| Ottawa Senators        | 24  | 14 | 9  | 1 | 29 | 77  | 54  |
| Montréal Canadiens     | 24  | 13 | 9  | 2 | 28 | 73  | 61  |
| Toronto St. Patricks   | 24  | 13 | 10 | 1 | 27 | 82  | 82  |
| Hamilton Tigers        | 24  | 6  | 18 | 0 | 12 | 81  | 100 |

## Kanadai táblázat
| Játékos        | Csapat               | MSz | G  | A  | P  | B  |
| -------------- | -------------------- | --- | -- | -- | -- | -- |
| Babe Dye       | Toronto St. Patricks | 22  | 26 | 11 | 37 | 19 |
| Cy Denneny     | Ottawa Senators      | 24  | 23 | 11 | 34 | 28 |
| Billy Boucher  | Montréal Canadiens   | 24  | 24 | 7  | 31 | 55 |
| Jack Adams     | Toronto St. Patricks | 23  | 19 | 9  | 28 | 42 |
| Mickey Roach   | Hamilton Tigers      | 24  | 17 | 10 | 27 | 8  |
| Odie Cleghorn  | Montréal Canadiens   | 24  | 19 | 6  | 25 | 18 |
| George Boucher | Ottawa Senators      | 24  | 14 | 9  | 23 | 58 |
| Reg Noble      | Toronto St. Patricks | 24  | 12 | 11 | 33 | 47 |
| Cully Wilson   | Hamilton Tigers      | 23  | 16 | 5  | 21 | 46 |
| Aurel Joliat   | Montréal Canadiens   | 24  | 12 | 9  | 21 | 37 |

## Kapusok statisztikái
| Játékos         | Csapat               | MSz | Perc | Gy | V  | D | KG  | SO | KGÁ  |
| --------------- | -------------------- | --- | ---- | -- | -- | - | --- | -- | ---- |
| Clint Benedict  | Ottawa Senators      | 24  | 1486 | 14 | 9  | 1 | 54  | 4  | 2.18 |
| Georges Vézina  | Montreal Canadiens   | 24  | 1488 | 13 | 9  | 2 | 61  | 2  | 2.46 |
| John Ross Roach | Toronto St. Patricks | 24  | 1469 | 13 | 10 | 1 | 88  | 1  | 3.59 |
| Jake Forbes     | Hamilton Tigers      | 24  | 1470 | 6  | 18 | 0 | 110 | 0  | 4.49 |

## Stanley-kupa rájátszás
Az Ottawa nyerte az alapszakaszt, és az O'Brien-trófeáért folytatott két mérkőzéses csatában megverte Montréalt. Így a Senators játszott a három-ligás Stanley-kupa rájátszásban.

### NHL-bajnokság
Ottawa Senators vs. Montréal Canadiens
| Dátum      | Csapat             | Eredmény | Csapat             | Megjegyzés |
| ---------- | ------------------ | -------- | ------------------ | ---------- |
| Március 7. | Montréal Canadiens | 0 – 2    | Ottawa Senators    |            |
| Március 9. | Ottawa Senators    | 1 – 2    | Montréal Canadiens |            |

3–2-es összesítésben az Ottawa nyerte a sorozatot

### Stanley-kupa rájátszás
A Stanley-kupa rájátszást Vancouverben rendezték.
Vancouver Maroons vs. Ottawa Senators
| Dátum       | Otthon            | Eredmény | Idegenben       | Megjegyzés |
| ----------- | ----------------- | -------- | --------------- | ---------- |
| Március 16. | Vancouver Maroons | 0 – 1    | Ottawa Senators |            |
| Március 19. | Vancouver Maroons | 4 – 1    | Ottawa Senators |            |
| Március 23. | Vancouver Maroons | 2 – 3    | Ottawa Senators |            |
| Március 26. | Vancouver Maroons | 1 – 5    | Ottawa Senators |            |

Az öt mérkőzésből álló párharcot (három győzelemig tartó sorozatot) az Ottawa nyerte 3–1-re, így ők jutottak tovább a döntőbe.

### Stanley-kupa
Edmonton Eskimos vs. Ottawa Senators
| Dátum       | Otthon           | Eredmény | Idegenben       | Megjegyzés |
| ----------- | ---------------- | -------- | --------------- | ---------- |
| Március 29. | Edmonton Eskimos | 1 – 2    | Ottawa Senators | Hossz.     |
| Március 31. | Edmonton Eskimos | 0 – 1    | Ottawa Senators |            |

Az három mérkőzésből álló párharcot (két győzelemig tartó sorozatot) az Ottawa nyerte 2–0-ra, így ők lettek a Stanley-kupa bajnokok.

### A rájátszás legjobbja
| Játékos         | Csapat          | MSz | G | A | P |
| --------------- | --------------- | --- | - | - | - |
| Punch Broadbent | Ottawa Senators | 8   | 6 | 1 | 7 |

## NHL díjak
- O'Brien-trófea — Ottawa Senators

## Debütálók
- Billy Burch, Hamilton Tigers
- Aurel Joliat, Montréal Canadiens
- Lionel Hitchman, Ottawa Senators

## Visszavonulók
- Didier Pitre, Montréal Canadiens
- Eddie Gerard, Ottawa Senators
- Harry Cameron, Toronto St. Patricks